# Matthias Ladurner-Parthanes
Matthias Ladurner-Parthanes (* 8. Jänner 1894 in Gratsch bei Meran; † 25. Juli 1986 ebenda) war ein Bauer, Volkskundler und Heimatforscher.

## Leben
Matthias Ladurner-Parthanes wurde 1894 auf dem Bauernhof Parthanes unterm Berg in Gratsch bei Meran geboren. Nach seinem Schulbesuch in Meran diente er während des Ersten Weltkriegs als Kaiserjäger in Galizien und im Gebirgskrieg. Aus Gefangenschaft zurückgekehrt engagierte sich der hauptberufliche Weinbauer als 1920 gewählter Meraner Gemeinderat politisch und kulturell als Ausschussmitglied des Museumsvereins. 1927 kam sein Sohn Mathias zur Welt. In der Zwischenkriegszeit begann auch Ladurner-Parthanes’ Publikationstätigkeit zu geschichtlichen und volkskundlichen Themen, insbesondere zum bäuerlichen Brauchtum des Burggrafenamts. Neben zahlreichen Artikeln, die in der Monatszeitschrift für Südtiroler Landeskunde „Der Schlern“ und anderen Sammelwerken abgedruckt wurden, verfasste er mehrere Monographien. Zu seinen bedeutsamsten Leistungen werden die Entdeckung der Algunder Menhire sowie seine Schrift aus dem Jahr 1972 „Vom Perglwerk zur Torggl“, eine umfassende Dokumentation der Techniken und Gerätschaften des traditionellen Südtiroler Weinbaus, gezählt. Weiters war er einer der Mitgründer und langjähriges Ausschussmitglied des Südtiroler Weinmuseums.
Für seine Verdienste wurde Ladurner-Parthanes 1954 zum Ehrenmitglied der Universität Innsbruck ernannt. 1974 wurde er mit dem Walther-von-der-Vogelweide-Preis des Südtiroler Kulturinstituts ausgezeichnet. Der Träger des Verdienstkreuzes des Landes Tirol starb 1986 in seinem Heimatort. 1996 gab Josef Rampold Ladurner-Parthanes’ Aufzeichnungen aus dem Ersten Weltkrieg unter dem Titel „Kriegstagebuch eines Kaiserjägers“ heraus.

## Schriften (Auswahl)
- Hundert Jahre Algunder Musikkapelle, 1837–1937. Poetzelberger, Meran 1937.
- Vom Wimmen. In: Meraner Jahrbuch 1937. Athesia, Bozen-Meran 1937, S. 45–53.
- Algund 1809. Peter-Thalguter-Festausschuß, Algund 1959.
- Die Ladurner. Ein Beitrag zur bäuerlichen Geschichte der Geschlechter und Höfe im Vinschgau und Burggrafenamt. Athesia, Meran 1960 (im selben Jahr auch bei Wagner in Innsbruck erschienen).
- Vom Perglwerk zur Torggl. Athesia, Bozen 1972.
- Die Tracht des Burggrafenamtes in ihrer Entwicklung. Piock, Meran 1974.
- Gratsch das alte Dorf am Fuße des Schlosses Tirol. Meran 1981.
- Kriegstagebuch eines Kaiserjägers. Nach dem Originalmanuskript bearbeitet von Josef Rampold. Bozen, Athesia 1996.